# Una cascata di diamanti (romanzo)
Una cascata di diamanti è il quarto romanzo di Ian Fleming della serie dedicata a James Bond, ambientato nel mondo del contrabbando internazionale di diamanti. Fleming rimase affascinato dal tema e raccolse gli studi preparatori del romanzo nel saggio Il traffico di diamanti.
Il romanzo è stato successivamente ripubblicato in edizione italiana con il titolo I diamanti sono per sempre.

## Trama
Dalle miniere della Guinea francese, che sorgono prossime al confine tra Sierra Leone e Liberia, ha origine la via del contrabbando di diamanti rubati, che termina tra i seni di belle donne americane, passando attraverso l'Europa. M, il capo del servizio segreto britannico, è preoccupato dal giro di denaro che il traffico di diamanti alimenta e vuole vederci chiaro. Invia James Bond a far visita all'ispettore Vallance di Scotland Yard, che ha arrestato e interrogato Peter Franks, un ladruncolo d'appartamenti e presunto corriere di diamanti. Franks era a Londra per incontrare in un albergo di Trafalgar Square Tiffany Case, una tirapiedi che si occupa del passaggio delle pietre preziose dal Regno Unito agli Stati Uniti.
Insieme alla polizia britannica, Bond incontra Rufus B. Saye, il rappresentante a Londra della Casa dei diamanti. Il tipo risponde malvolentieri alle domande dei poliziotti, dimostrando una totale ignoranza di quelle pietre preziose che pure dovrebbe commerciare. Il servizio segreto scopre che Rufus B. Saye è in realtà Jack Spang, fratello di Seraffimo, pericoloso gangster e proprietario di un casinò a Las Vegas. 007 decide di farsi passare per Franks e va all'appuntamento con Tiffany Case. La donna lo ingaggia per trasferire un carico di diamanti negli USA. A New York Bond, alias Peter Franks, è intercettato da Shady Tree, un tirapiedi della banda degli Spang, a cui consegna i diamanti. Per non destare sospetti nelle autorità, Shady Tree non consegna a Bond un compenso: gli consiglia un cavallo su cui scommettere a Saratoga.

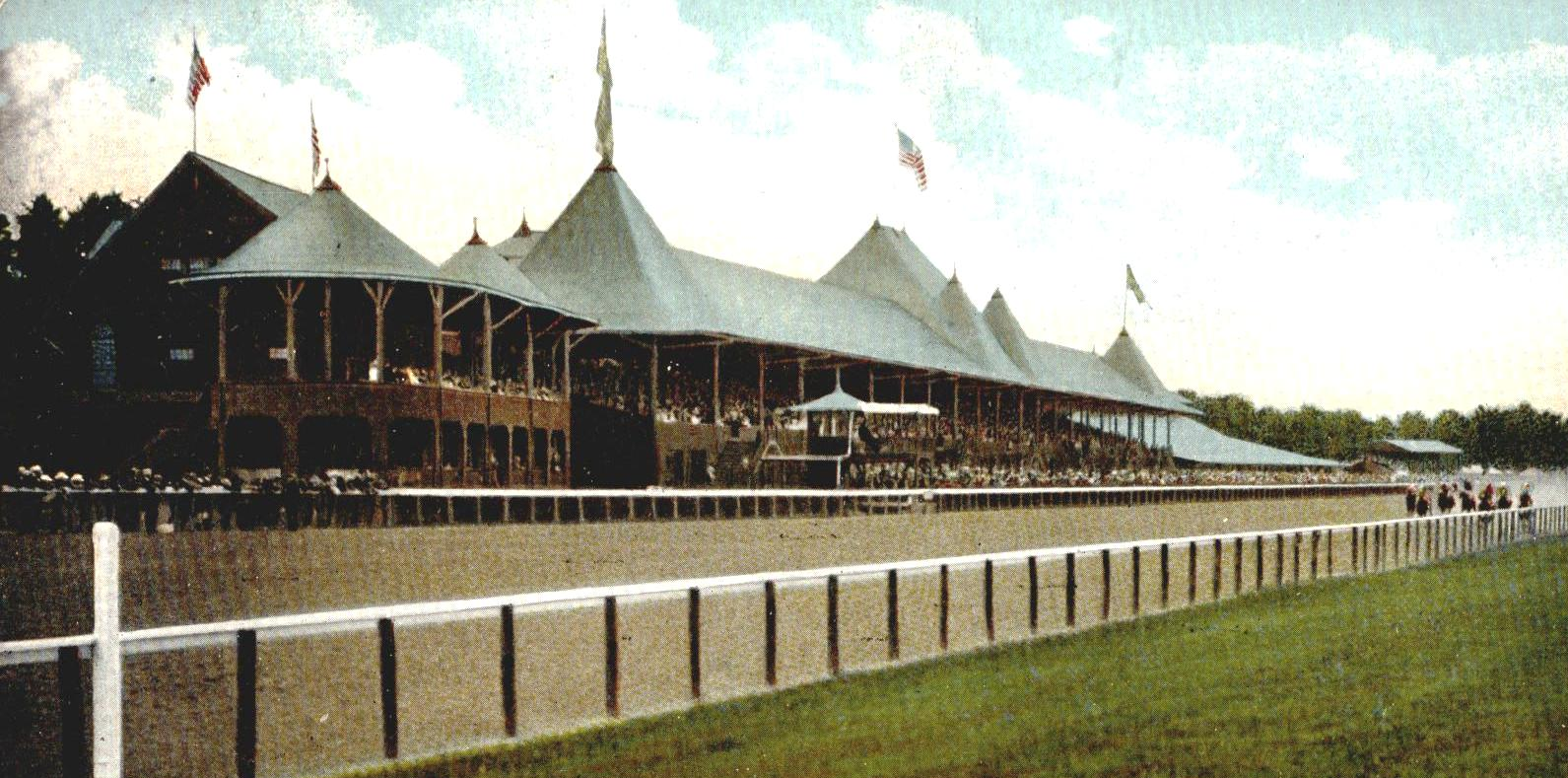
Un'immagine storica (1907 circa) dell'ippodromo di Saratoga

Bond incontra Felix Leiter, gravemente menomato dall'ultima avventura con 007, che gli racconta la storia di Tiffany Case, cresciuta in una casa chiusa e violentata a sedici anni. Bond e Leiter si recano a Saratoga e scoprono che le corse di cavalli sono un espediente per riciclare il denaro: 007 ha modo di rendersi conto dei metodi crudeli e violenti della gang, assistentendo a un'azione di alcuni stretti collaboratori degli Spang. Felix manda all'aria i piani di Seraffimo.
Bond si reca a Las Vegas per riscuotere il suo compenso e cercare di infiltrarsi nell'organizzazione criminale. Nella città del gioco il tassista Ernie Cureo lo accompagna al casinò di Seraffimo Spang. Al tavolo centrale incontra di nuovo Tiffany Case, in vesti di croupier, che si fa sbancare come da programma: tramite un mazzo truccato, gli Spang si assicurano che quello che credono essere un criminale di piccolo calibro riceva la propria ricompensa. Bond vince più denaro del previsto in un altro tavolo, destando troppa attenzione. Durante un giro sul taxi di Cureo s'accorge di essere seguito, ma i due non riescono a sfuggire alla cattura: Cureo è violentemente tramortito e Bond è condotto a Spectreville.
Spectreville è una città fantasma acquistata da Seraffimo e restaurata in pieno stile Far West: il gangster ha rimesso in funzione anche la vecchia ferrovia del paese, che ama percorrere a bordo di un sontuosissimo treno d'epoca. Bond scopre che da tempo aveva attirato i sospetti degli alti vertici della gang, che però non comprendono di avere davanti un agente segreto di quel calibro. 007 è pestato duramente da Wind e Kidd, tirapiedi degli Spang, ma riesce a fuggire grazie a Tiffany, con la quale aveva stabilito una certa confidenza.
Bond e la ragazza appiccano il fuoco alla cittadina e fuggono lungo le rotaie, ma vengono presto raggiunti dal gangster alla guida della locomotiva. Bond aziona uno scambio e riesce a far fuori Seraffimo al passaggio del treno con la sua Beretta: il convoglio prosegue per pochi istanti la sua corsa su un binario morto per poi esplodere. Bond e Tiffany sono tratti in salvo da Felix, che consiglia loro di partire immediatamente, perché sono braccati in tutti gli Stati Uniti. L'ex agente della CIA ha prenotato un posto per i due sulla Queen Elizabeth, in partenza per Southampton. Sulla nave, Wint e Kidd cercano di assassinare l'agente segreto e la ragazza, che si salvano uccidendo gli aggressori.
Tutto si conclude dove il racconto aveva avuto inizio, nel deserto della Guinea francese. Jack Spang è deciso a cancellare ogni traccia del traffico di diamanti, perché è ormai troppo rischioso. Con il fratello e i suoi scagnozzi passati a miglior vita, spetta a lui eliminare chiunque lo possa collegare alla vicenda. Con un elicottero raggiunge la miniera per prelevare personalmente per l'ultima volta i diamanti. Fa fuori il corriere, ma si rende conto di essere stato scoperto: durante la fuga, è lo stesso James Bond ad abbatterlo, ponendo la parola fine sulla quarta avventura di 007.

## Personaggi
- James Bond, agente segreto britannico
- Tiffany Case, Bond girl, corriere di diamanti e croupier per gli Spang, poi alleata di Bond
- Seraffimo e Jack Spang, antagonisti di Bond, gangster
- Peter Franks, corriere per gli Spang
- Shady Tree, Wint e Kidd, tirapiedi della banda degli Spang
- Felix Leiter, ex agente della CIA, amico di Bond. Personaggio ricorrente nella serie
- Ernie Cureo: tassista.

## Edizioni
- Ian Fleming, Una cascata di diamanti, traduzione di Enrico Cicogna, Garzanti, 1966.
- Ian Fleming, Una cascata di diamanti, traduzione di Enrico Cicogna, Teadue, TEA, 1997.
- Ian Fleming, I diamanti sono per sempre, a cura di Matteo Codignola, traduzione di Massimo Bocchiola, Adelphi, 2014.

## Adattamenti cinematografici

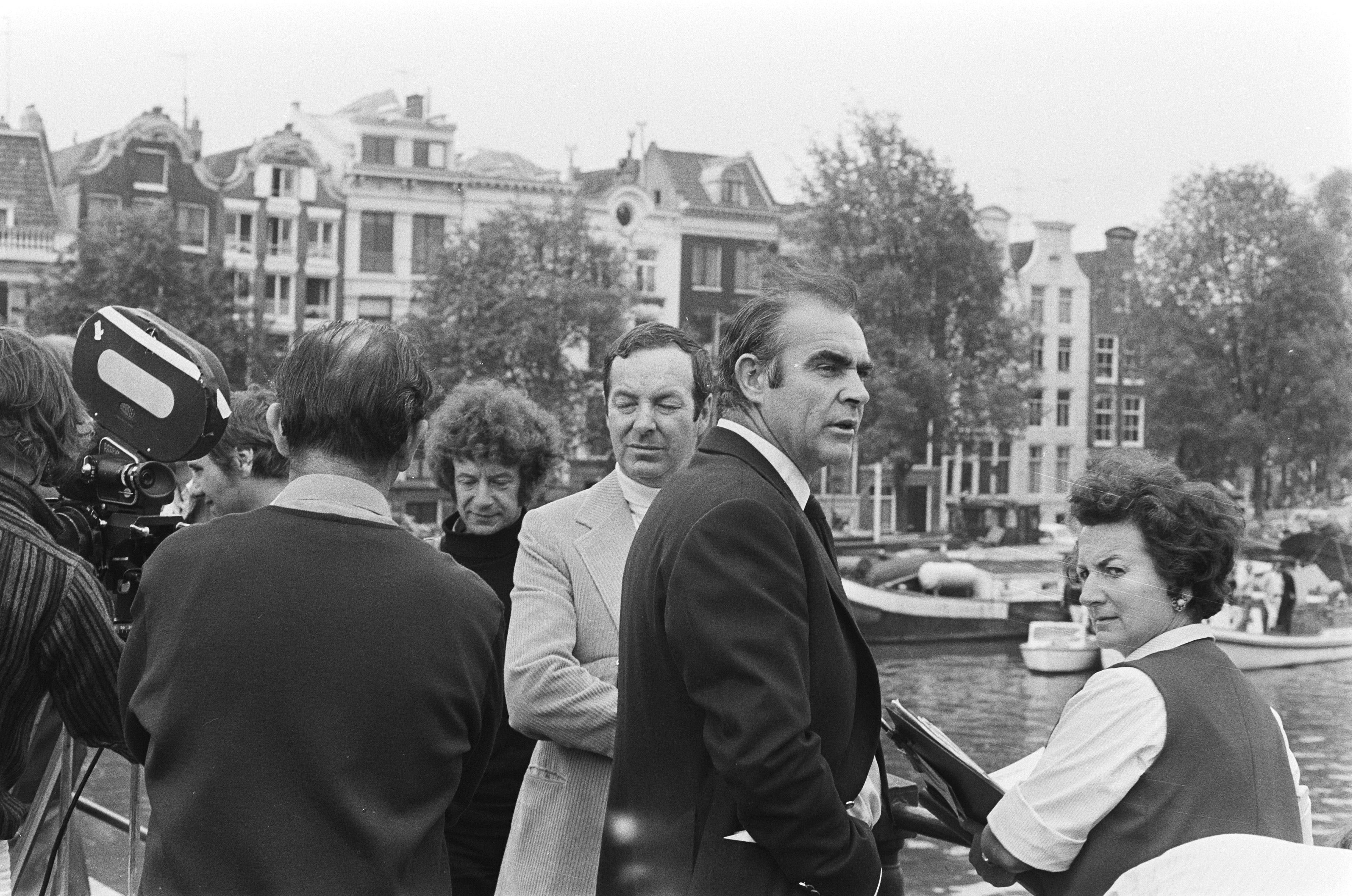
Sean Connery in una pausa sul set, durante le riprese della trasposizione cinematografica del romanzo.

- Agente 007 - Una cascata di diamanti, regia di Guy Hamilton (1971).

Il film vede James Bond, interpretato per la sesta e ultima volta da Sean Connery, alle prese con l'organizzazione criminale SPECTRE.
Nel film è presente anche il personaggio di Williard Whyte, ispirato al miliardario Howard Hughes, sequestrato e sostituito dal capo della SPECTRE, Ernst Stavro Blofeld, l'antagonista principale di Bond.